# 岐阜市南部西事務所
岐阜市南部西事務所（ぎふしなんぶにしじむしょ）とは、岐阜県岐阜市にある公共施設。
岐阜市役所の出先機関の一つであり、「岐阜市役所南部西事務所」「南部西事務所」とも称する。

## 概要
- 岐阜市には1978年（昭和53年）時点では28の支所が存在した。そのためこれらの支所を統廃合し、1986年（昭和61年）までに新たに6つの事務所[1]を設置した。南部西事務所は1986年（昭和61年）1月4日に開館した[2]。
- 管轄下に日置江連絡所（日置江公民館に併設）がある。

## 業務時間
- 月曜日から金曜日の9時から17時（土曜日・日曜日・祝日・年末年始を除く）

## 業務内容
- 住民票・戸籍・印鑑登録証明書などの証明書の発行
- 住所異動届（転入・転出・転居等）の受付
- 戸籍届出（婚姻・出生・死亡等）の受付
- 国民健康保険の受付
- 国民年金の受付
- 転入学の受付
- 埋火葬許可の受付

## 管轄地域
- 宇佐、菊地町1-5丁目、清、清本町1-10丁目、松原町、柳森町1・2丁目、六条、宇佐東町、六条江東1-3丁目、六条大溝1-4丁目、六条片田1・2丁目、六条北1-4丁目、六条東1・2丁目、六条福寿町、六条南1-3丁目、宇佐1-4丁目、宇佐南1-4丁目、鶉、北鶉1-5丁目、中鶉1-7丁目、西鶉1-6丁目、東鶉1-7丁目、南鶉1-7丁目、今嶺、下奈良、爪、西荘、薮田、市橋1-6丁目、今嶺1-4丁目、江添1-3丁目、下奈良1-4丁目、須賀1-4丁目、西荘1-4丁目、薮田南1-5丁目、薮田中1・2丁目、薮田東1-2丁目、薮田西1-2丁目、江崎、鏡島（一部）、鏡島精華1-3丁目、江崎北、江崎南、大菅北、大菅南、鏡島南1-4丁目、鏡島西1-3丁目、鏡島中1・2丁目、大脇1・2丁目、高河原、茶屋新田、茶屋新田1-6丁目、次木、日置江、日置江1-8丁目[3]。

※市橋地区、三里地区、鶉地区、日置江地区に該当する。

## 所在地
- 岐阜市市橋2丁目8番18号

## 公共交通機関
- 西岐阜駅下車、徒歩約8分。
- 西ぎふ・くるくるバス「南部西事務所」バス停より徒歩すぐ。